# ناصر ممدوح
ناصر ممدوح (زادهٔ ۲۶ بهمن ۱۳۲۱)، دوبلور، مدیر دوبلاژ و بازیگر اهل ایران است.

## دوبله
وی رئیس انجمن گویندگان و سرپرستان گفتار فیلم بود و بیشتر در زمینه دوبله فیلم‌های مستند فعالیت می‌کند.

### مدیر دوبلاژ
- کارتون مارکوپولو
- کارتون سندباد[۲]
- کارتون معاون کلانتر[۳]
- فرشته سیرتان (مایکل کورتیز)
- شش نشان رها شده
- دوبلهٔ کلیه آثار خارجی جشنواره رشد

### فیلم‌های سینمایی
| نقش                             | بازیگر           | اثر                  | نکات                            |
| ------------------------------- | ---------------- | -------------------- | ------------------------------- |
| لوسیوس مالفوی                   | جیسون آیزکس      | هری پاتر(۲–۸)        |                                 |
| راوی فیلم (بزرگسالی هیو مورگان) | اروینگ پیکل      | دره من چه سبز بود    |                                 |
| هرکول                           | استیو ریوز       | هرکول و خدایان       |                                 |
| خالد                            | مایکل فارست      | رسالت (محمد رسول ا…) |                                 |
| پرنس آناتول                     | ویتوریو گاسمن    | جنگ و صلح            |                                 |
| آدم                             | مایکل پارکس      | کتاب آفرینش          | مدیر دوبلاژ: احمد رسول زاده     |
| جولیوس سزار                     | جان گوین         | اسپارتاکوس           | مدیر دوبلاژ: محمدعلی زرندی      |
| دوک آلبانی                      | دوناتاس بانیونیس | شاه لیر              |                                 |
| هانس                            | رابرت رایان      | حرفه‌ای‌ها             | مدیر دوبلاژ: ابولحسن تهامی نژاد |
| برانت                           | جین هاکمن        | شکارچی انسان         |                                 |
| بازرس کندی                      | داگلاس کندی      | گذرگاه تاریک         |                                 |
| گودی                            | بروس بنت         | گنج‌های سیه را مادره  |                                 |
|                                 | دونالد ساترلند   | عقاب فرود آمد        |                                 |
| لارگو                           |                  | گلوله آتشین          | دوبله دوم                       |
| پیک دربار                       |                  | ال سید               | مدیر دوبلاژ: محمد علی زرندی     |
| کاپیتان                         |                  | درسو اوزالا          | مدیر دوبلاژ: منوچهر اسماعیلی    |
| سرگرد                           | اد هریس          | دشمن پشت دروازه‌ها    | نقش تک تیرانداز آلمانی          |
| دکتر داونپورت                   | دنزل واشینگتن    | آنتوان فیشر          |                                 |

### سایر
- سریال لئوناردو داوینچی (لودویکو) - مدیر دوبلاژ: فهیمه راستکار
- سریال جنگجویان کوهستان، صورت آبی
- سریال افسانه شجاعان، یو تانخای
- هملت، کارگردان کنت برانا، چارلتون هستون (شاه)
- سریال ۲۴ (مجموعه تلویزیونی)، در نقش بیل بیوکانان
- چاپارل (مجموعه تلویزیونی)
- سریال زورو (مجموعه تلویزیونی ۱۹۵۷) درنقش جورج ج. لوئیس (در نقش: دون آلخاندرو دِلاوگا)
- سریال { شرلوک هلمز 1980}، پادشاه بوهمی
- سریال { پوآرو 1989 }، فصل سوم قسمت اول (رابطه مرموز در دهکده استایلز، نقش : سروان هستینگز)

### کارتون
| نقش                                   | اثر                | نکات                    |
| ------------------------------------- | ------------------ | ----------------------- |
| راوی                                  | ماجراهای مارکوپولو |                         |
| راوی                                  | ماجراهای سندباد    | مدیر دوبلاژ: ناصر ممدوح |
| هانس (راهنمای کوهستان)/ گوینده تیتراژ | سفر به مرکز زمین   | مدیر دوبلاژ: ناصر ممدوح |
| لیلیان                                | جزیره اسرارآمیز    | مدیر دوبلاژ: ناصر ممدوح |

### گویندگی در فیلم‌ها و سریال‌های مستند
ناصر ممدوح از بهترین و باسابقه‌ترین مستند گوها در زمینه مستندهای علمی و سایر آثار مستند است.
نمونه آثار مستند:
قرن پرماجرا
مجری‌گری
برنامه هنر دوبله

## بازیگری
هر چند ناصر ممدوح، حداقل تا سال‌های اخیر، به دلیل صدای متمایز و پیش‌کسوتی‌اش در دوبله مشهور بوده‌است اما او به بازیگری هم اشتغال دارد و در سال‌های اخیر در این زمینه نیز سرشناس شده‌است.

### سینما
- ۱۳۵۶ - در امتداد شب. در نقش کاوه خواستگار  گوگوش بازیگر نقش خواننده فیلم. کارگردان:پرویز صیاد.

### تلویزیونی
- ۱۳۸۵ - راه شب، در نقش پژمان گویندهٔ رادیو، داریوش فرهنگ
- ۱۳۸۶ - اغما. در نقش دکتر نائینی، سیروس مقدم
- ۱۳۸۸ فاکتور هشت (رضا کریمی)
- ۱۳۸۹ - آسمان همیشه ابری نیست، در نقش آقای پویا، سعید عالم‌زاده
- ۱۳۹۱ رؤیای گنجشک‌ها (راما قویدل)
- ۱۳۹۷ تاریکی شب، روشنایی روز (حجت قاسم‌زاده اصل)
- مسابقه ۱۰۱
- مسابقه حدس بزنید